# قائمة أضرحة مصر

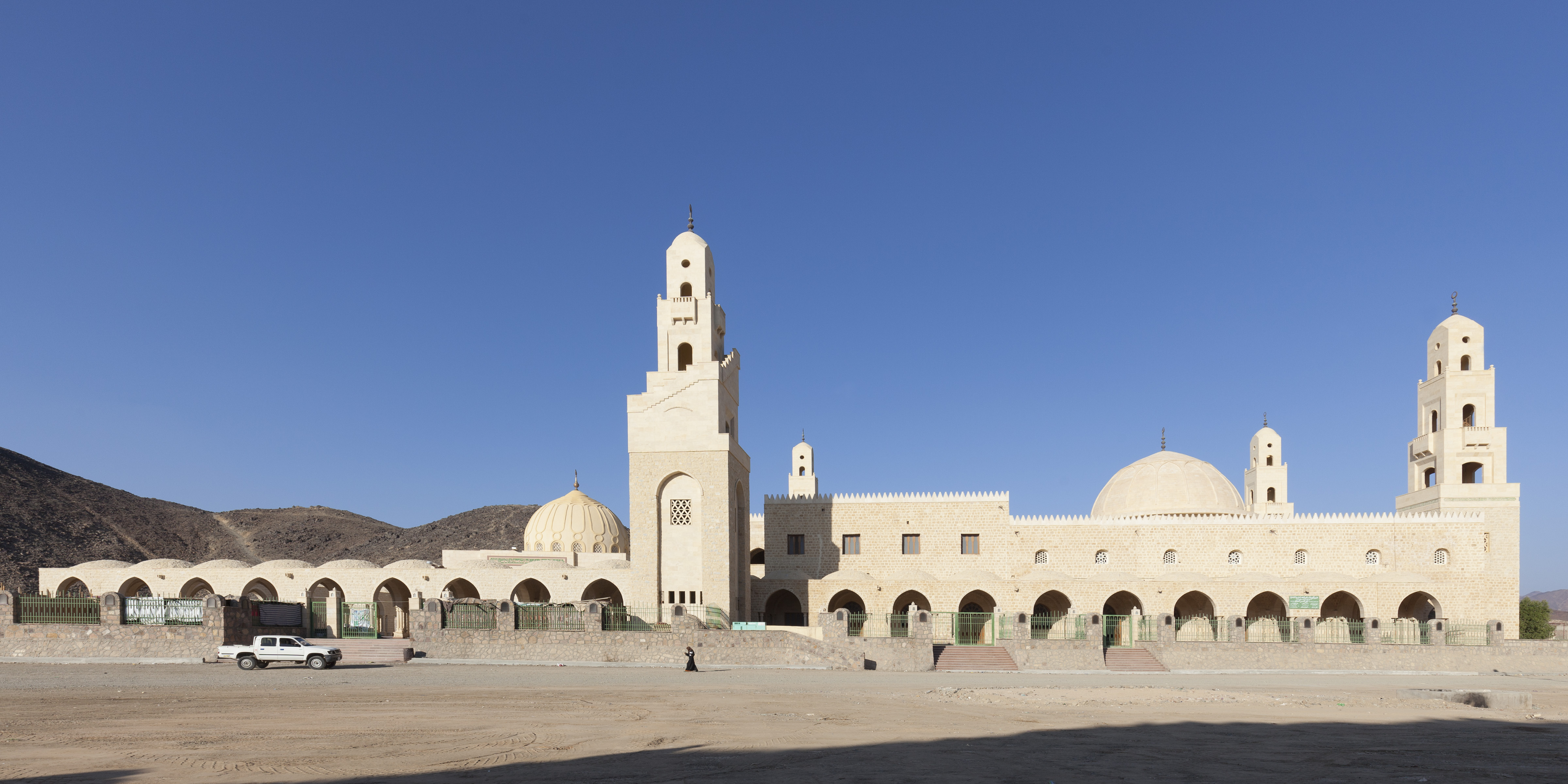
حميثرة

الضَّرِيحُ [الجمع: ضرائح] مُشيَّدة معمارية تُبنى على قبر أحد الأشخاص تخليداً لذكراه. ويختلف المَقام عنه من ناحية أنه ليس بالضرورة أن يكون المَقام مكان دفن أو قبر بل من الممكن أن يكون مكان إقامته في يوم من الأيام أو مكان ممارسة الطقوس الدينية أو كان قد مر عليه في يوم من الأيام، ومن ثم اشتهر هذا أو ذاع بين الناس على أنه أحد مقاماتهم فيشاد على هذا المكان بناء أو مكان عبادة ديني لكي يزوره الناس.

## قائمة أضرحة مصر
تحتوي هذه القائمة على أسماء أضرحة المنتشرة في أنحاء مصر.
- حميثرة

- شارع الأشرف (القاهرة)

- صحراء المماليك

- ضريح أبو مسلم (أبوحماد)
- ضريح أغا خان
- ضريح الشيخ أبو الطاهر بن عوف
- ضريح الشيخ حسن العطار
- ضريح الشيخ علي الليثي
- ضريح الفرغل
- ضريح القباب السبع
- ضريح جمال الدين شيحة
- ضريح سعد زغلول
- ضريح سيدي الذوق
- ضريح عمرو بن العاص
- ضريح يعقوب شاه المهمندار

- قبة الأشرف خليل بن قلاوون
- قبة الأمير سودون
- قبة الأمير يشبك الدوادار
- قبة الإمام الشافعي

- مجموعة السلطان الأشرف الغوري
- مجموعة السلطان الأشرف قايتباي
- مجموعة السلطان الظاهر برقوق
- مجموعة السلطان المنصور قلاوون
- مدرسة وقبة نجم الدين أيوب
- مسجد أبي الحجاج الأقصري
- مسجد أحمد البدوي
- مسجد إبراهيم أغا مستحفظان
- مسجد الإمام الحسين (القاهرة)
- مسجد الحافظ السلفي
- مسجد الرفاعي
- مسجد السلطان أبو العلا
- مسجد السيدة زينب (القاهرة)
- مسجد السيدة عائشة (القاهرة)
- مسجد السيدة فاطمة (القاهرة)
- مسجد السيدة نفيسة (القاهرة)
- مسجد الشيخ حسنين الحصافي
- مسجد العدوي
- مسجد النبي دانيال (الإسكندرية)
- مسجد جمال عبد الناصر (القاهرة)
- مسجد سيدي إبراهيم الدسوقي
- مسجد ومدرسة الأمير خاير بك
- مسجد ومدرسة السلطان الناصر محمد (القلعة)
- مسجد ومدرسة السلطان الناصر محمد (المعز)
- مسجد ومدرسة صرغتمش الناصري
- مقام عبد الله بن علي زين العابدين
- مقام مالك الأشتر
- مقام يعقوب بن عبد الرحمن
- مقبرة أنطونيوس وكليوباترا